# Shaq Mason
(en) Statistiques sur pro-football-reference
Shaq Mason, né le 28 août 1993 à Columbia au Tennessee, est un joueur américain de football américain. Offensive guard, il joue actuellement avec les Texans de Houston dans la National Football League (NFL).

## Biographie

### Carrière universitaire
Avec les Yellow Jackets de Georgia Tech, Mason a joué 11 matchs comme étudiant de première année en 2011. De 2012 à 2014, il joue 39 matchs avec Georgia Tech.

### Carrière professionnelle
Il est sélectionné au 4e tour, en tant que 131e choix global, par les Patriots de la Nouvelle-Angleterre lors de la draft 2015 de la NFL. Durant sa première saison professionnelle, il joue 14 matchs pour les Patriots, majoritairement comme guard gauche.
Il se casse la main pendant la pré-saison de 2016 et ne fait pas partie des titulaires pour le premier match du calendrier contre les Cardinals de l'Arizona,  mais joue tout de même la rencontre. Il devient par la suite titulaire en tant que guard droit pour le restant de la saison et aide les Patriots à remporter le Super Bowl LI face aux Falcons d'Atlanta.
En août 2018, il prolonge son contrat avec les Patriots de la Nouvelle-Angleterre pour 5 ans et 50 millions de dollars. Il remporte une deuxième bague de champion après la victoire des Patriots sur les Rams de Los Angeles au Super Bowl LIII.

## Palmarès
- Vainqueur des Super Bowls LI et LIII avec les Patriots de la Nouvelle-Angleterre